# Brixia nosybeana
Brixia nosybeana är en insektsart som beskrevs av Synave 1965. Brixia nosybeana ingår i släktet Brixia och familjen kilstritar. Inga underarter finns listade i Catalogue of Life.